# Super High Roller Bowl VII

Logo des Super High Roller Bowl

Der Super High Roller Bowl VII war die 15. Austragung dieses Pokerturniers und wurde von Poker Central veranstaltet. Die römische Zahl im Titel stand für die siebte Austragung im PokerGO Studio im Aria Resort & Casino in Paradise am Las Vegas Strip. Er wurde vom 5. bis 7. Oktober 2022 ausgespielt und war mit seinem Buy-in von 300.000 US-Dollar das teuerste Pokerturnier des Jahres 2022.

## Struktur

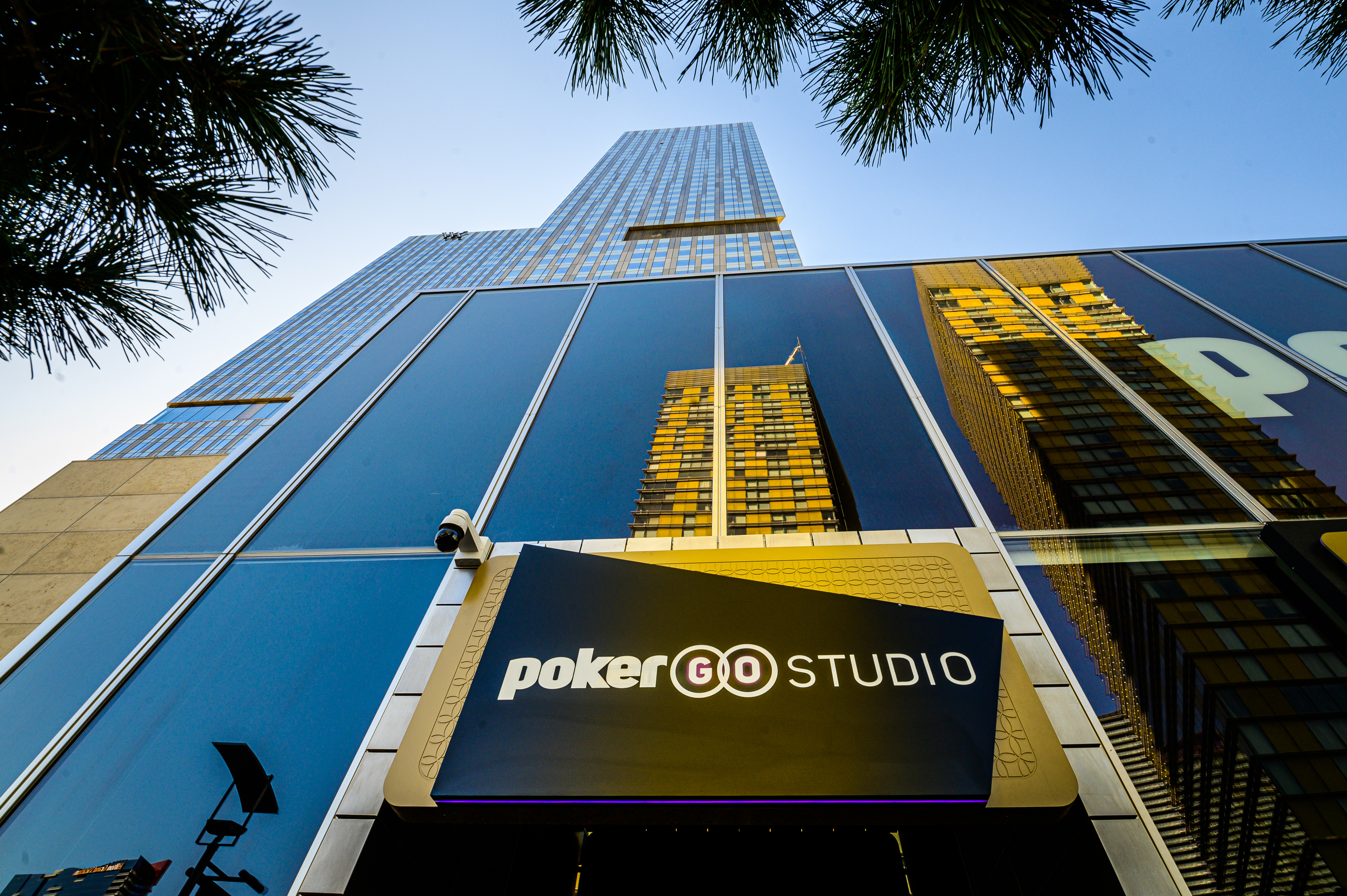
Das PokerGO Studio im Aria Resort & Casino (2019)

Das Turnier in der Variante No Limit Hold’em wurde vom 5. bis 7. Oktober 2022 gespielt. Das Buy-in betrug, wie üblich bei diesem Event, 300.000 US-Dollar. Das Turnier war Teil der PokerGO Tour, die über das Kalenderjahr 2022 lief. An allen drei Turniertagen wurden einige Stunden des Turniers live und kostenlos auf dem YouTube-Kanal von PokerGO übertragen. Für die vollständige Übertragung war ein kostenpflichtiges Abonnement bei der Streaming-Plattform PokerGO nötig.

## Teilnehmer
Die 24 Teilnehmer lauteten:
- Michael Addamo
- Mikita Badsjakouski
- Justin Bonomo
- Chris Brewer
- Stephen Chidwick
- Seth Davies
- Alex Foxen
- Isaac Haxton
- Paul Jager
- Cary Katz
- Bryn Kenney
- Örpen Kısacıkoğlu
- Bill Klein
- Jason Koon
- Andrew Lichtenberger
- Adrián Mateos
- Daniel Negreanu
- David Peters
- Nick Petrangelo
- Talal Shakerchi
- Dan Smith
- Ben Tollerene
- Sean Winter
- Eric Worre

## Ergebnisse

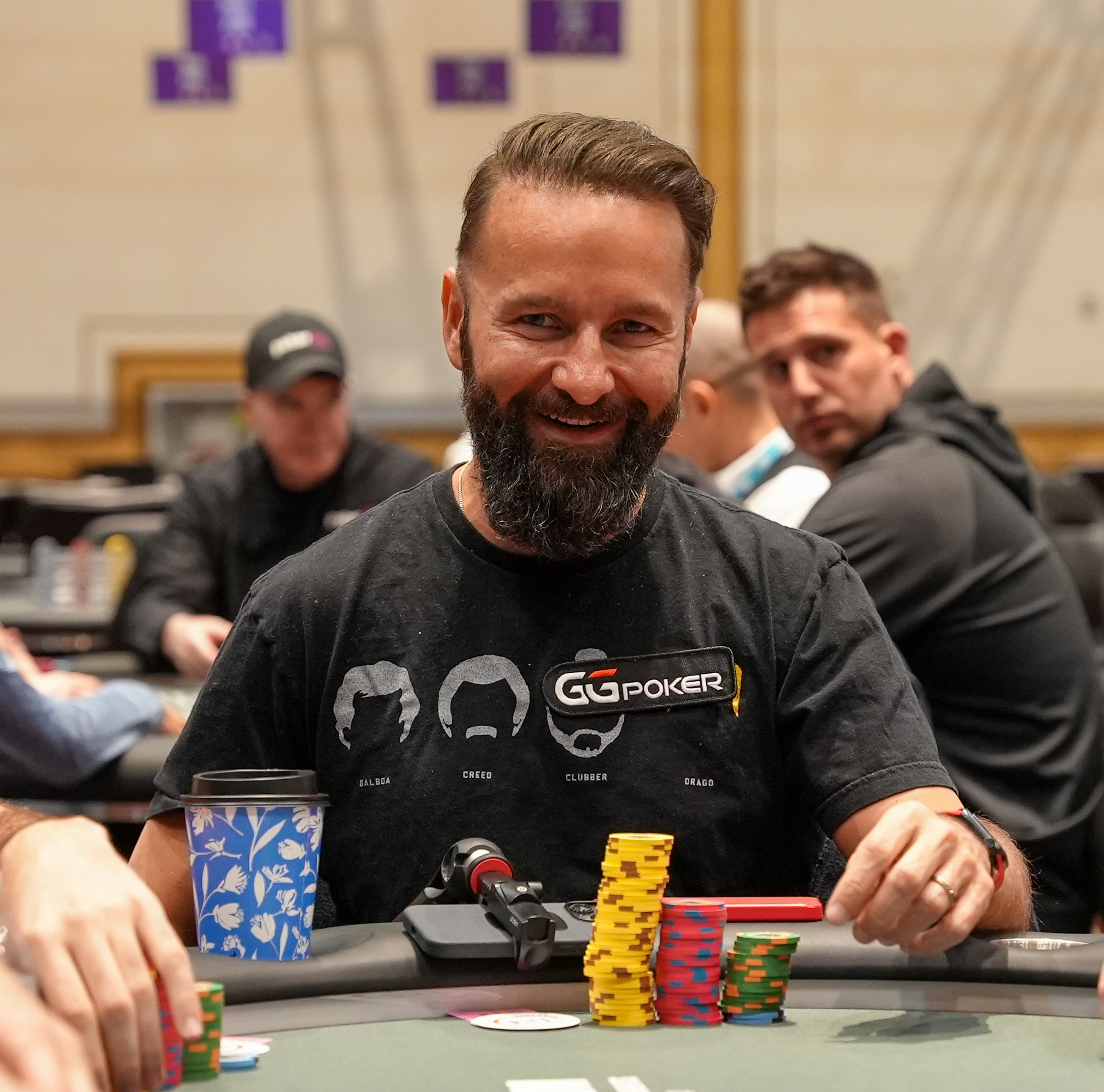
Daniel Negreanu (2022)

Alle Spieler starteten mit einem Stack von 300.000 Chips. Den ersten Turniertag beendete Daniel Negreanu mit rund 1,5 Millionen Chips als Führender der verbliebenen 14 Spieler. Am zweiten Turniertag wurde der Finaltisch erreicht. Das Spiel endete mit dem Ausscheiden von Eric Worre als Sechster. In den finalen Tag ging Nick Petrangelo mit einem Stack von über 2,6 Millionen Chips als Chipleader. Dort schied Örpen Kısacıkoğlu als letzter Spieler vor den Preisgeldrängen aus. Anschließend belegte Justin Bonomo den vierten Rang und erzielte seine siebte Geldplatzierung bei einem Super High Roller Bowl. Nach dem Ausscheiden von Andrew Lichtenberger als Dritter ging Negreanu als deutlicher Chipleader ins finale Heads-Up. Dort gewann er die finale Hand mit Q♣ 7♣ gegen Petrangelos K♠ 5♥ und erhielt mehr als 3,3 Millionen US-Dollar sowie 600 Punkte für das Leaderboard der PokerGO Tour.
| Platz | Herkunft           | Spieler              | Preisgeld (in $) |
| ----- | ------------------ | -------------------- | ---------------- |
| 1     | Kanada             | Daniel Negreanu      | 3.312.000        |
| 2     | Vereinigte Staaten | Nick Petrangelo      | 2.016.000        |
| 3     | Vereinigte Staaten | Andrew Lichtenberger | 1.152.000        |
| 4     | Vereinigte Staaten | Justin Bonomo        | 0.720.000        |